# Rue Guillaume-Grou
Pour les articles homonymes, voir Grou (homonymie).
La rue Guillaume-Grou est une rue de Nantes, en France.

## Situation et accès
Située dans le quartier Malakoff - Saint-Donatien, cette artère qui relie la rue Gambetta à la rue Gaston-Turpin, est asphaltée et ouverte à la circulation automobile.

## Origine du nom
Elle rend hommage à Guillaume Grou, important négociant et armateur nantais dont la fortune se constitua grâce à la traite négrière. Par un legs aux Hospices de Nantes, celui-ci contribua à création de l'hospice des orphelins de Nantes situé à proximité, rue Gaston-Turpin.

## Historique
L'artère formait naguère un tronçon de l'ancienne « rue des Trois-Pendus » intégrant également les actuelles rue Frédéric-Cailliaud et avenue Bascher.

## Critiques et plaque explicative

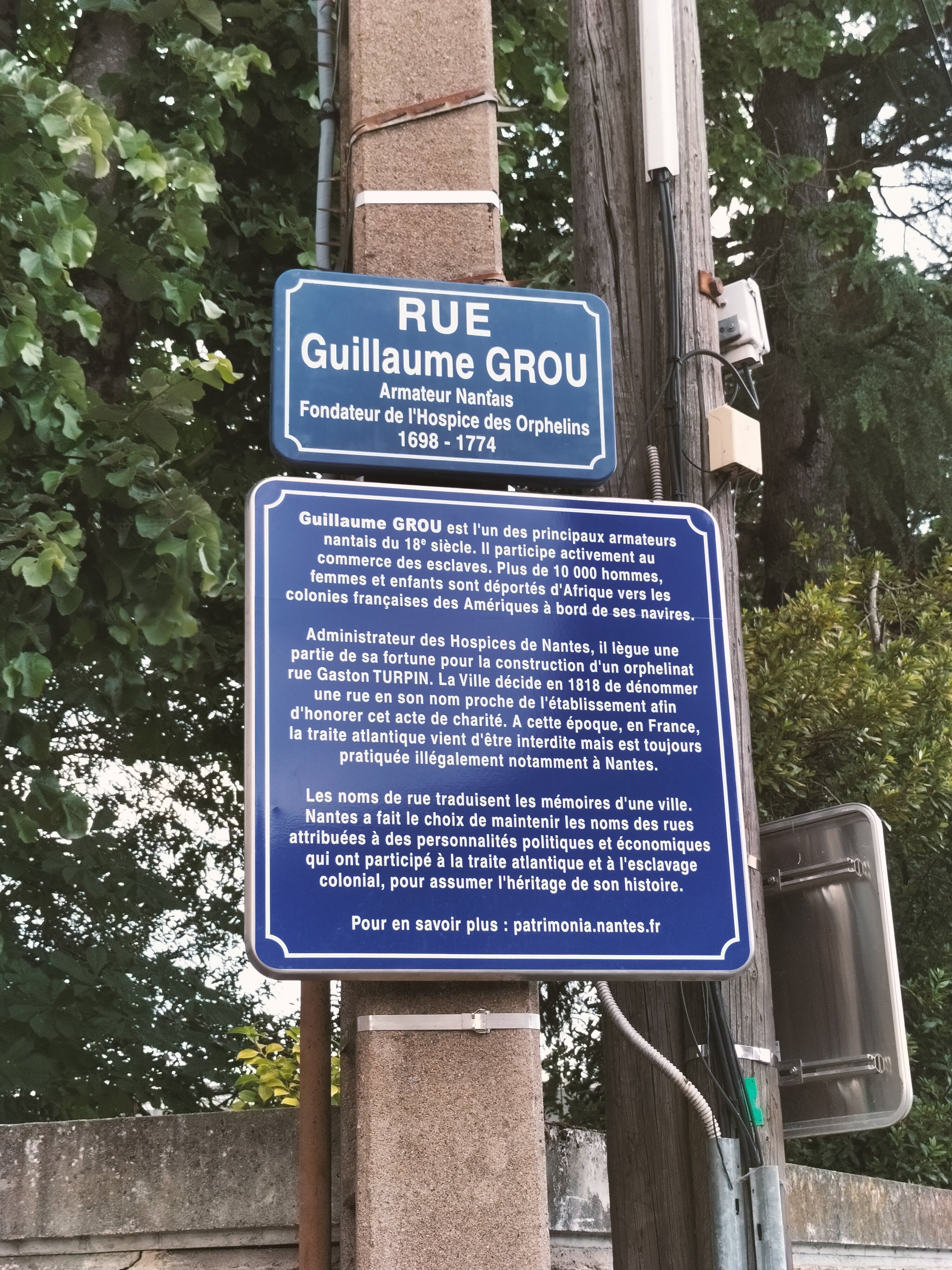
Plaque explicative installée en 2023.

En 2009, l'association Mémoires & Partages, fondée par l'essayiste Karfa Diallo, ouvre le débat sur les rues honorant par leurs noms des négriers (armateurs ou esclavagistes) dans les cinq principaux ports négriers français : Nantes, La Rochelle, Le Havre, Bordeaux et Marseille. La ville de Nantes, dans laquelle l'association a recensé une dizaine de rues parmi lesquelles se trouve la rue Guillaume Grou, avait donné son accord en 2018 pour les plaques explicatives, puis est revenue sur sa décision en 2020, avant de finalement accéder à cette demande en 2023.